# 白雪劇場
『白雪劇場』（しらゆきげきじょう）は、1959年10月から1966年9月30日、および1967年4月2日から1975年9月30日までフジテレビ系列局が編成していた関西テレビ製作のテレビドラマ枠である。小西酒造の一社提供。
編成時間を変えながら24作（13＋11作）にわたる作品群を放送したが、製作局の関西テレビと系列キー局のフジテレビの視聴率格差が激しかったため、1975年4月に同じく関西テレビ製作の『どてらい男』シリーズと放送枠を交換した。
広島県では作品と番組編成により広島テレビ放送（当時日本テレビ系列・フジテレビ系列クロスネット局）と中国放送（TBS系列）のいずれかで放送された。

## オープニング
障子を開けると「白雪」の菰樽が現れ、「白雪劇場」のタイトル。樽酒を枡に注いで一滴。「提供 小西酒造」の文字。「この番組は“山は富士、酒は白雪”でおなじみの小西酒造の提供でお送りします」のナレーション。「山は富士、酒は白雪」のナレーションのあとに「カーン」と拍子木の音が入り、「カンカンカンカン…」と拍子木の音とともに幕が開いて「白雪劇場」との声が入る。

## 編成時間
いずれも日本標準時。

### 第1期
- 水曜 22:00 - 22:30 （1959年10月 - 1960年4月27日） - 関西テレビでは毎週日曜 20:30 - 21:00 に編成。
- 月曜 22:00 - 22:30 （1960年5月2日 - 1962年3月）
- 月曜 22:15 - 22:45 （1962年4月 - 1964年4月27日）
- 月曜 21:45 - 22:15 （1964年5月4日 - 1965年9月27日）
- 金曜 21:00 - 21:30 （1965年10月8日 - 1966年9月30日）[2]

### 第2期
- 日曜 21:30 - 22:15 （1967年4月2日 - 1971年12月26日）
- 日曜 21:30 - 22:00 （1972年1月2日 - 1972年9月24日）
- 日曜 21:30 - 22:25 （1972年10月1日 - 1973年9月30日）
- 日曜 21:00 - 21:55 （1973年10月7日 - 1975年3月30日）
- 火曜 22:00 - 22:55 （1975年4月1日 - 1975年9月30日）

## 放送作品一覧

### 第1期
- 若さま侍捕物手帳（夏目俊二主演版、1959年10月 - 1960年5月30日） - 関西テレビでは1959年7月19日から放送。
- 風の武士（1960年6月6日 - 1961年2月27日）
- 風の三度笠（1961年3月6日 - 1961年7月31日）
- 血汐笛（1961年8月7日 - 1961年12月25日）
- 右門捕物帖（黒川弥太郎主演版、1962年1月1日 - 1962年9月24日）
- 妻こそわが命（1962年10月1日 - 1962年12月24日）
- 夫と妻のシリーズ（1963年1月21日 - 1963年4月1日）
- 虎の子作戦（1963年4月15日 - 1964年3月2日）
- 菊島隆三シリーズ（1964年3月9日 - 1964年6月1日）
- 結婚作戦（1964年6月8日 - 1965年1月25日）
- ミスター・シャネル（1965年2月1日 - 1965年9月27日）
- お江戸日本橋（1965年10月8日 - 1966年3月25日）[2]
- にっぽん道中記（1966年4月1日 - 1966年9月30日）[2]

### 第2期
- 船場（1967年4月2日 - 1968年3月31日）
- 堂島（1968年4月7日 - 1969年3月30日）
- 男じゃないか（第1シリーズ）（1969年4月6日 - 1969年9月28日）
- 吉田松陰（1969年10月5日 - 1970年3月29日）
- 新吾十番勝負（松方弘樹主演版）（1970年4月5日 - 1970年9月27日）
- 江戸の紅葵（1970年10月4日 - 1971年3月28日）
- 商魂（1971年4月4日 - 1971年12月26日）
- 岡っ引どぶ どぶ野郎（山﨑努主演版、1972年1月2日 - 1972年4月30日）
- 父子鷹（若林豪主演版、1972年5月7日 - 1972年9月24日）
- おとこ鷹（1972年10月1日 - 1972年12月31日）
- 川端康成名作シリーズ（1973年1月7日 - 1973年4月29日）
- 若さま侍捕物手帖（林与一主演版、1973年5月6日 - 1973年9月30日）
- 大久保彦左衛門（1973年10月7日 - 1974年6月30日）
- 北斗の人（伊吹吾郎主演版）（1974年7月7日 - 1974年9月29日）
- 池田大助捕物日記（1974年10月6日 - 1975年3月30日）
- けんか安兵衛（松方弘樹主演版、1975年4月1日 - 1975年9月30日）